# Elisabet av Pommern
Elisabet av Pommern, född 1347, död 15 april 1393 i Königgrätz Hradec Králové, tysk-romersk kejsarinna och drottning av Böhmen; gift 1363 med Karl IV och kung av Böhmen.

## Biografi
Dotter till Bogislaw V av Pommern och Elisabet av Polen. Äktenskapet arrangerades av diplomatiska skäl för att bryta den antitjeckiska koalitionen av Österrike, Polen och Ungern. Vigseln ägde rum i Kraków 21 maj 1363, och Elisabet kröntes till drottning 18 juni i Prag, och till kejsarinna den 1 november 1368 i Rom. 
Elisabet beskrivs som kraftfull, självsäker och stark, och relationen till Karl beskrivs som god och harmonisk. Under Karls sjukdom 1371 gjorde Elisabet en pilgrimsfärd till katedralen till fots för att be om hans tillfrisknande. Parets goda relation har beskrivits i bland annat Noc na Karlštejně. Hon tycks dock inte ha utövat något inflytande över politiken, och lyckades inte förändra Karls favoriserande av barnen från sina första äktenskap. 
Den 29 november 1378 avled maken och efterträddes av hennes styvson, och hon ägnade sig åt sina egna söner och stödde sin son Sigismunds planer att bli monark i Polen.